# 曽我ミヨシ
曽我 ミヨシ（そが ミヨシ、1931年（昭和6年）12月28日 - ）は、1978年（昭和53年）8月に新潟県佐渡郡真野町（現、佐渡市）から長女の曽我ひとみとともに北朝鮮（朝鮮民主主義人民共和国）に拉致された日本人女性。北朝鮮工作員による拉致被害者。

## 人物・略歴

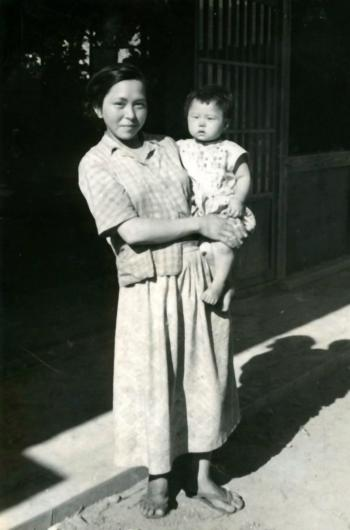
曽我ミヨシと2歳の曽我ひとみ（1961年7月上旬）

1932年（昭和7年）12月28日、新潟県佐渡郡真野村に生まれた曽我ミヨシは、中学卒業後に就職。茂を婿として迎え、ひとみ、富美子の二女をもうけた。親子は仲がよく、まるで友だちのようだと周囲から羨ましがられたという。母は優しい性格で、子どもたち2人に手をあげることもなく、少々わるいことをしても怒ることさえなかった。また、朝は農作業、昼は土建業できつい仕事をしたほかに帰宅してからはザルづくりの内職を夜12時まで続ける寡黙な働き者であった。機械油を型枠に塗り、コンクリートを流してセメント管を造る仕事をしていたので、母はいつも油の匂いがしたが、ひとみはその匂いが忘れられないという。ザルづくりの内職も、材料になる竹は自分の休みの日にリヤカーで山で切ってきたものを使った。貧しい生活だったが愚痴もこぼさず、子どもたちには明るくふるまい、自分のことはいつも後回しであった。周囲からは、気のいい人、さりげない気配りのできる人という印象であった。ひとみが佐渡総合病院の准看護婦として働きはじめて、ようやく働きづめの生活から「少し身が軽くなる」と周囲に嬉しそうに語っていたという。ひとみが成人式を迎える日も近づいていたが、その節目を喜び合うことはできなかった。

### 拉致
拉致事件が起こったのは、1978年（昭和53年）8月12日土曜日のことであった。その日、長女のひとみは午前の診察を終え、夕方に帰宅した。そして、仕事を終えて帰宅したミヨシと少し話した後の午後7時頃、2人は400メートルくらい離れた雑貨屋まで買い物に出た。そのときミヨシは前掛け姿のままで、台所には盆に仏前の供える赤飯用のもち米が水に浸したまま置いてあった。中学1年生だった次女は、2人はすぐに戻ると思っていたという。ひとみはその時、母と2人きりで話したいという気持ちがあったので、自分も買い物に行くと言った妹と少し言い争いになったという。
2人が盆に仏前の供えるものやアイスクリームなどの買い物をすませて店を出、家の方に戻ろうと歩いていると、後方で何人かの足音が聞こえた。振り向くと男が横に3人並んで後をついて来るのがわかった。2, 3分してもまだついてくるので、気味が悪くなって「急ごう」と2人で話して少し足早に歩くようにした。道路沿いの大きな木のある家のところまで来たとき、突然、後ろから男たちが襲いかかってきて母と娘を木の下に引きずり込んだ。家まで数十メートルないし100メートルというところだった。彼女は声を出せないよう口をふさがれ、袋に詰められ、男に担ぎ上げられた。ミヨシがどうなったかはわからない。それ以来、ひとみは母のすがたを一度も見ていない。
なお、曽我事件は従来、前もってターゲットを定めた人定拉致という見方も一部にあったが、寄宿生活を送っていたひとみはこの雑貨店にほとんど行ったことがなく、買い物に行くパターンとしては、母と妹、母と姉妹ということもありえたのであり、ひとみが母と2人連れで買い物に出かけたのが偶然であったことから、現在では人定拉致と結論付けることは難しく、条件に合う人を無差別に連れ去る条件拉致である可能性が高まっている。

### 残された家族
ミヨシの家では夫の茂、親戚のほか集落総出で100人以上が捜索に当たった。裏山、川べり、海岸、くまなく探し、佐渡汽船の乗船名簿も一枚一枚丹念に調べた。やはり、手がかりは得られなかった。佐渡ではミヨシ・ひとみの母子は酒好きの茂から逃げたのではないかという噂が広まった。父親自身も妹に、ひとみには准看護師の資格があるので母と二人で暮らしているのではないかと語ったことがある。2人は自殺したのではないかという風評も流れた。次女は身の回りの世話をしてくれる親戚のもとで暮らすことになり、茂はひとりで妻と長女を待った。残された家族は大事な家族を奪われ、離散させられたほかに、長い間、いわれのない悪評と疑惑のなかにさらされたのである。

### 拉致実行犯
拉致されたとき、ミヨシは46歳、ひとみはまだ19歳であった。袋に入れられて担がれたひとみは、小さな、おそらく木製の舟に乗せられて川から海へ出て、沖に出てから少し大きな船に乗り換えさせられた。このとき、ひとみは船内でたどたどしい日本語を話す女性の声を聞いている。翌13日の午後5時頃、船から降りた。そこは北朝鮮の清津であった。拉致実行犯は4人組で、そのうち1人はたどたどしい日本語を話す女工作員、通称「キム・ミョンスク」であった。身長約150センチメートルで朝鮮労働党対外情報調査部に所属していたとみられる。拉致実行の少し前から佐渡に潜伏していたという。3人の戦闘員と日本語のできる1人の工作員4人のチームという編成は、蓮池薫、地村保志ら「アベック失踪事件」と称された拉致事件のケースと共通している。キム・ミョンスクが日本語を話した相手は、北朝鮮戦闘工作員ならば朝鮮語で話すはずなので、猿ぐつわされた曽我ミヨシだったのではないかと考えられる。そしてまた、拉致犯4人は曽我ひとみを連れてそのまま4人で清津まで行っているところから、北朝鮮当局が主張する「現地請負業者」（後述
）なるものは実在しないものと考えられる。
ひとみは清津の招待所に少しいた後、夜行汽車に乗って翌朝平壌に着いた。平壌の招待所には1週間ほどいて、別の招待所に移動したが、そこには横田めぐみがいてすぐに仲良くなった。妹と同じ年ごろで親近感を覚えたという。彼女の北朝鮮入国後の約4か月間、拉致実行犯の1人キム・ミョンスクは彼女の監視役であり、身の回りの世話もしていた。また、拉致されてきて最初のころ、曽我ひとみと横田めぐみの北朝鮮での教育係は、原敕晁拉致実行犯の辛光洙であった。彼女は横田めぐみから朝鮮語の初歩を習い、彼女とのあいだで強い友情を育んだ。2人ともバドミントンの経験者であり、2人してバドミントンをしたこともあった。2人は昼は朝鮮名で呼び合うものの、夜は声をひそめて日本語でさまざまなことを話したが、自身の母に対する思いの強さ・深さは共通していたという。ひとみは、一度母にあてて手紙を書いている。
一緒に拉致された母ミヨシの行方はひとみにもわからず、彼女が日本に帰国するまで母はてっきり日本にいるものと思っていた。北朝鮮では彼女は「母は日本で元気にしている」「朝鮮語を覚えたら日本に帰してやる」と言われていた。ひとみ自身、そのことを「24年間、ずっと騙されていた」と振り返っている。死んでしまおうかと思うときもあったが、日本にいる母に会いたいという思いで乗り越えた。つらいときに支えてくれたのが母から贈られた男物の腕時計で、これは看護の仕事で患者の脈を計ったりするには大きい方が便利だということで与えられたものである。彼女は拉致された24年間、途中で動かなくなってもこの時計を身につけていた。ひとみは1980年6月、チャールズ・ジェンキンスの家に連れて行かれ、8月8日、彼と結婚した。

### ひとみの帰国
2002年9月17日、小泉純一郎首相が訪朝し、1日だけの日朝首脳会談を開き、それまで「事実無根」としてきた日本人拉致被害者の存在を北朝鮮政府が公式に認めた。曽我ひとみの生存も明らかにされ、妹はそのとき初めて姉と母が北朝鮮に拉致されたことを知った。しかし、母のミヨシについて、北朝鮮当局は「承知していない。特殊機関工作員が『現地請負業者』から引き渡しを受けたのは曽我ひとみ1人だけ」と発表した。政府が北朝鮮政府に提出した拉致被害者とみられる失踪者名簿のなかには曽我ミヨシ・曽我ひとみの名はなかった。曽我母子失踪事件に関しては、新潟県警察は母子で行方不明になっているなどの理由から北朝鮮側の発表まで拉致の可能性が薄いと考えていた。政府が拉致被害者として認めたのは北朝鮮が情報を出してきてからであり、拉致問題に対する日本政府、特に警察の取り組みの甘さが指摘される。ひとみの夫ジェンキンスは密かにラジオをずっと聴いていて北朝鮮当局がひとみの拉致を認めたことを知り、「日本政府が会いに来るんだよ。やっと願いがかなうんだ。会いにいくべきだ」と彼女に帰国を勧めた。
10月15日、曽我ひとみは羽田空港に降り立ち、24年ぶりに帰国した。出迎えには妹が来て、ただただ抱き合って泣いた。彼女は久しぶりに会った姉があまりに母親そっくりで驚いたという。10月17日、ひとみは故郷佐渡に帰った。真野町では全戸が「お帰りなさい。曽我ひとみさん」の札を掲げて彼女を出迎えた。ひとみは「今、私は夢を見ているようです。人々の心、山、川、谷、みんな温かく美しく見えます」と会見で語った。事故のケガで足の不自由な父は、玄関前で娘を抱きしめた。「ご苦労だったな、父ちゃん待っとった」と声をかけ、大声で泣いた。11月7日、曽我ミヨシ・ひとみの母子は真野町の戸籍を回復した。しかし、ミヨシの消息は依然としてわからず、ひとみ自身は北朝鮮にいる夫や子どもたちと会うことのできない苦しみをかかえていた。ひとみは日本に来るまでミヨシが日本で暮らしていると思っていたのに、24年前に自分とともに失踪したままになっていることに愕然とし、母の着物や日用品をながめては毎日泣いていたという。茂もまた、妻ミヨシについて「どんけい（どのくらい）、夢を見たかわからん」との思いを語った。
ひとみの帰国後、曽我家の裏手にある真野町の大願寺の地蔵堂に「祈願 曽我ミヨシ」と背中に書かれた地蔵菩薩が置かれた。大願寺住職の母によって彼女の無事を祈って建てられた地蔵尊である。「1時間でも、30分でも、母に何か親孝行をしてあげたい。そんな平凡で当たり前のことが、したくてもできない」とひとみはもどかしく思う。父親の茂も同じ気持ちだ。

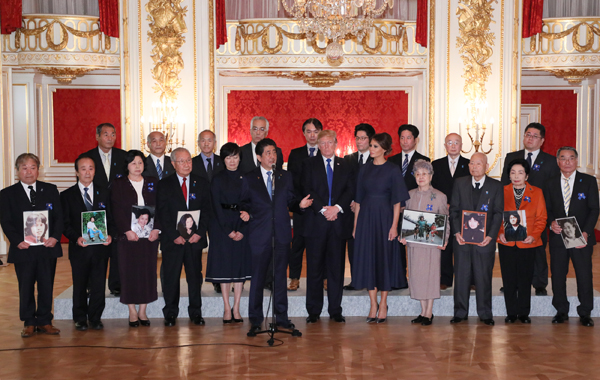
来日したドナルド・トランプ米大統領と面会した家族会メンバーと安倍晋三首相（迎賓館赤坂離宮、2017年11月6日）
----
曽我ひとみは前列左から3人目。母ミヨシの写真を掲げている。

曽我ひとみ自身も拉致被害者であるが、いま彼女は「家族会」（北朝鮮による拉致被害者家族連絡会）とともに、拉致被害者である母、曽我ミヨシの救出活動に力を注いでいる。拉致問題対策本部に送ったビデオメッセージは世界に向けて発信されている 。街頭での署名活動も年間6回ほど継続しておこなってきたが、新型コロナウイルス感染症が蔓延してからは数を減らして実施している。
拉致被害者の安否確認について、やはり拉致被害者のひとりである蓮池薫は「北朝鮮は調査すると言うが、どこに誰が暮らしているかはすべて把握しているので必要ない」と指摘しており、「政府が02年の報告書を認めないのも、12人の拉致被害者が生きているとの確信があってのこと」だと述べている。彼は、「曽我さんに関しても、娘は把握しているが、母親のことは分からない、という。そんなことがありえますか」と疑問を呈し、北朝鮮はきっと母親の消息をつかんでいるはずだとしている。ひとみの夫チャールズ・ジェンキンスもまた、「北朝鮮のだれかは知っているはず」と述べている。